# Oroquieta
Oroquieta is de hoofdstad van de Filipijnse provincie Misamis Occidental op het eiland Mindanao. Bij de laatste census in 2007 had de stad ruim 65 duizend inwoners.

## Geschiedenis
De naam Oroquieta is afgeleid van de Spaanse woorden Oro (goud) en Quieta (gevonden).

## Geografie

### Bestuurlijke indeling
Oroquieta City is onderverdeeld in de volgende 47 barangays:
| - Apil - Binuangan - Bolibol - Buenavista - Bunga - Buntawan - Burgos - Canubay - Clarin Settlement - Dolipos Bajo - Dolipos Alto - Dulapo - Dullan Norte - Dullan Sur - Lamac Lower - Lamac Upper | - Langcangan Lower - Langcangan Proper - Langcangan Upper - Layawan - Loboc Lower - Loboc Upper - Rizal Lower - Malindang - Mialen - Mobod - Ciriaco C. Pastrano - Paypayan - Pines - Poblacion I - Poblacion II - San Vicente Alto | - San Vicente Bajo - Sebucal - Senote - Taboc Norte - Taboc Sur - Talairon - Talic - Toliyok - Tipan - Tuyabang Alto - Tuyabang Bajo - Tuyabang Proper - Rizal Upper - Victoria - Villaflor |

## Demografie
Oroquieta had bij de census van 2007 een inwoneraantal van 65.349 mensen. Dit zijn 5.506 mensen (9,2%) meer dan bij de vorige census van 2000. De gemiddelde jaarlijkse groei komt daarmee uit op 1,22%, hetgeen lager is dan het landelijk jaarlijks gemiddelde over deze periode (2,04%). Vergeleken met de census van 1995 is het aantal mensen met 9.337 (16,7%) toegenomen.
De bevolkingsdichtheid van Oroquieta was ten tijde van de laatste census, met 65.349 inwoners op 237,88 km², 274,7 mensen per km².
Aloran · Baliangao · Bonifacio · Calamba · Clarin · Concepcion · Don Victoriano Chiongbian · Jimenez · Lopez Jaena · Panaon · Oroquieta · Ozamiz · Plaridel · Sapang Dalaga · Sinacaban · Tangub · Tudela